# Governatori degli stati federati del Brasile
I governatori delle 27 entità federative (26 Stati federati e 1 distretto federale) sono eletti con voto popolare ogni 4 anni dai cittadini residenti in ciascun Stato federato.
| Stato               | Ritratto | Governatore           | Mandato          | Vicegovernatore     |
| ------------------- | -------- | --------------------- | ---------------- | ------------------- |
| Acre                |          | Gladson Cameli        | 2019 - in carica | Mailza Gomes        |
| Alagoas             |          | Paulo Dantas          | 2022 - in carica | Ronaldo Lessa       |
| Amapá               |          | Clécio Luis           | 2023 - in carica | Teles Junior        |
| Amazonas            |          | Wilson Miranda Lima   | 2019 - in carica | Tadeu de Souza      |
| Bahia               |          | Jerônimo Rodrigues    | 2023 - in carica | Geraldo Junior      |
| Ceará               |          | Elmano de Freitas     | 2023 - in carica | Jade Romero         |
| Espírito Santo      |          | Renato Casagrande     | 2019 - in carica | Ricardo Ferraço     |
| Goiás               |          | Ronaldo Caiado        | 2019 - in carica | Lincoln Tejota      |
| Maranhão            |          | Carlos Brandão Junior | 2022 - in carica | Felipe Camarão      |
| Mato Grosso         |          | Mauro Mendes          | 2019 - in carica | Otaviano Pivetta    |
| Mato Grosso do Sul  |          | Eduardo Riedel        | 2023 - in carica | José Carlos Barbosa |
| Minas Gerais        |          | Romeu Zema            | 2019 - in carica | Mateus Simões       |
| Pará                |          | Helder Barbalho       | 2019 - in carica | Hana Ghassan        |
| Paraíba             |          | João Azevêdo          | 2019 - in carica | Lucas Ribeiro       |
| Paraná              |          | Ratinho Júnior        | 2019 - in carica | Darci Piana         |
| Pernambuco          |          | Raquel Lyra           | 2023 - in carica | Priscila Krause     |
| Piauí               |          | Rafael Fonteles       | 2023 - in carica | Themistocles Filho  |
| Rio de Janeiro      |          | Cláudio Castro        | 2020 - in carica | Thiago Pampolha     |
| Rio Grande do Norte |          | Fátima Bezerra        | 2019 - in carica | Walter Alves        |
| Rio Grande do Sul   |          | Eduardo Leite         | 2019 - in carica | Gabriel Souza       |
| Rondônia            |          | Marcos Rocha          | 2019 - in carica | Sérgio Alves        |
| Roraima             |          | Antonio Denarium      | 2018 - in carica | Edilson Damião      |
| Santa Catarina      |          | Jorginho Mello        | 2023 - in carica | Delegada Marilisa   |
| San Paolo           |          | Tarcísio de Freitas   | 2023 - in carica | Felicio Ramuth      |
| Sergipe             |          | Fábio Mitidieri       | 2023 - in carica | Zezinho Sobral      |
| Tocantins           |          | Wanderlei Barbosa     | 2021 - in carica | Laurez Moreira      |
| Distretto Federale  |          | Ibaneis Rocha         | 2023 - in carica | vacante             |